# Замок Иф
За́мок Иф (фр. Château d'If) — фортификационное сооружение на острове Иф Фриульского архипелага в Средиземном море, в 4 км от города Марселя.

## История
Вначале сооружение было построено как форт для обороны Марселя от атак с моря. Строительство шло в 1524—1531 годах по приказу короля Франциска I.
С конца XVI века замок стал использоваться для изоляции и охраны особо опасных преступников. Именно с тех пор форт и получил название замка Иф. В темницах содержались гугеноты, политики, руководители Парижской коммуны, а также персоны, представлявшие опасность для Франции.
В 1830-х годах замок Иф официально перестал быть тюрьмой, но в 1871 году здесь содержались руководители Парижской коммуны, а её руководитель Гастон Кремье расстрелян на острове Иф.
Замок Иф, считавшийся оплотом пыток и политзаключения более 200 лет, в XIX веке превратили в музей, а в 1926 году ему был присвоен статус архитектурного памятника.
На текущий момент (2022) является музеем.

## Литературная слава

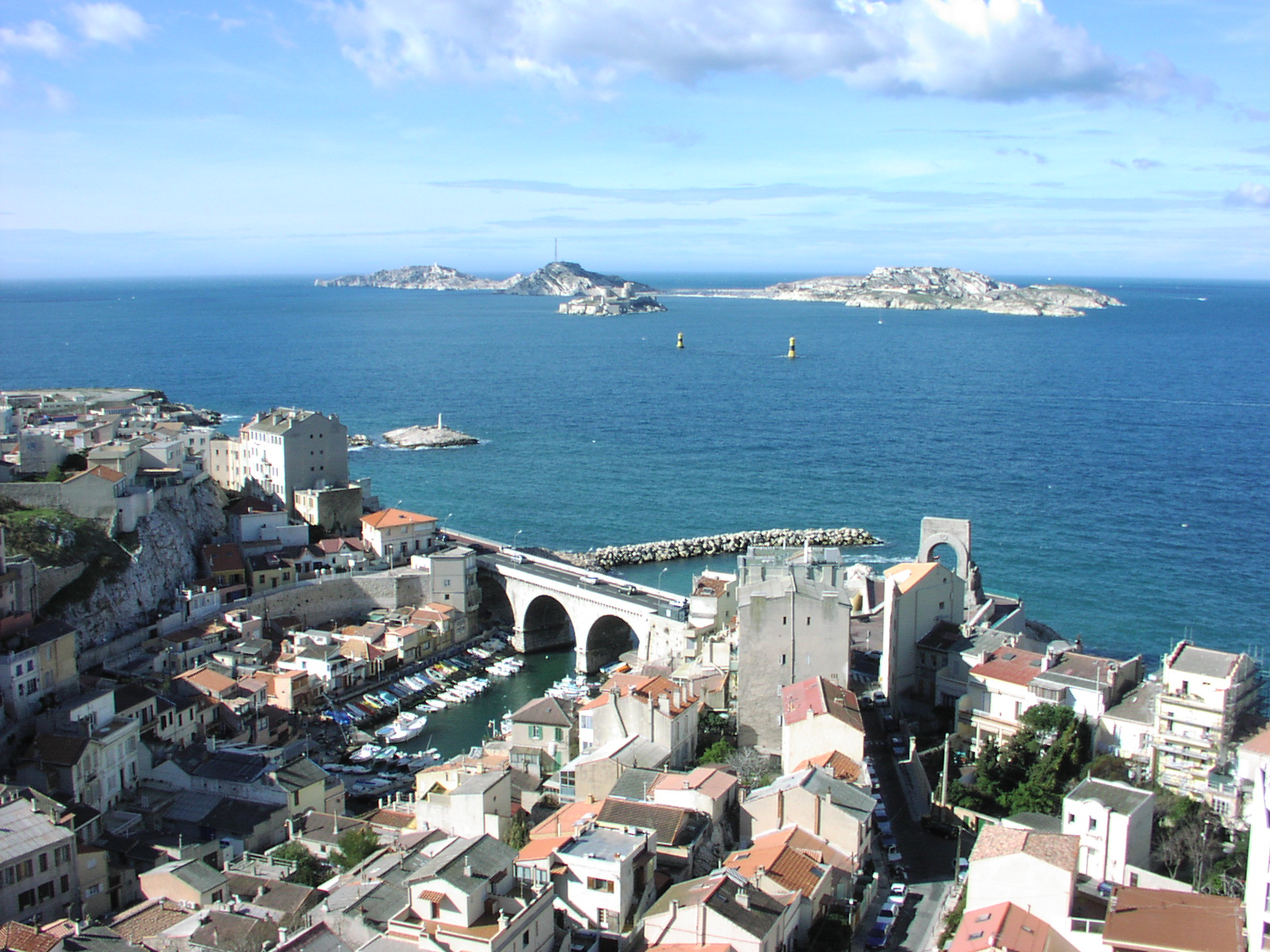
Вид из Марселя на остров Иф

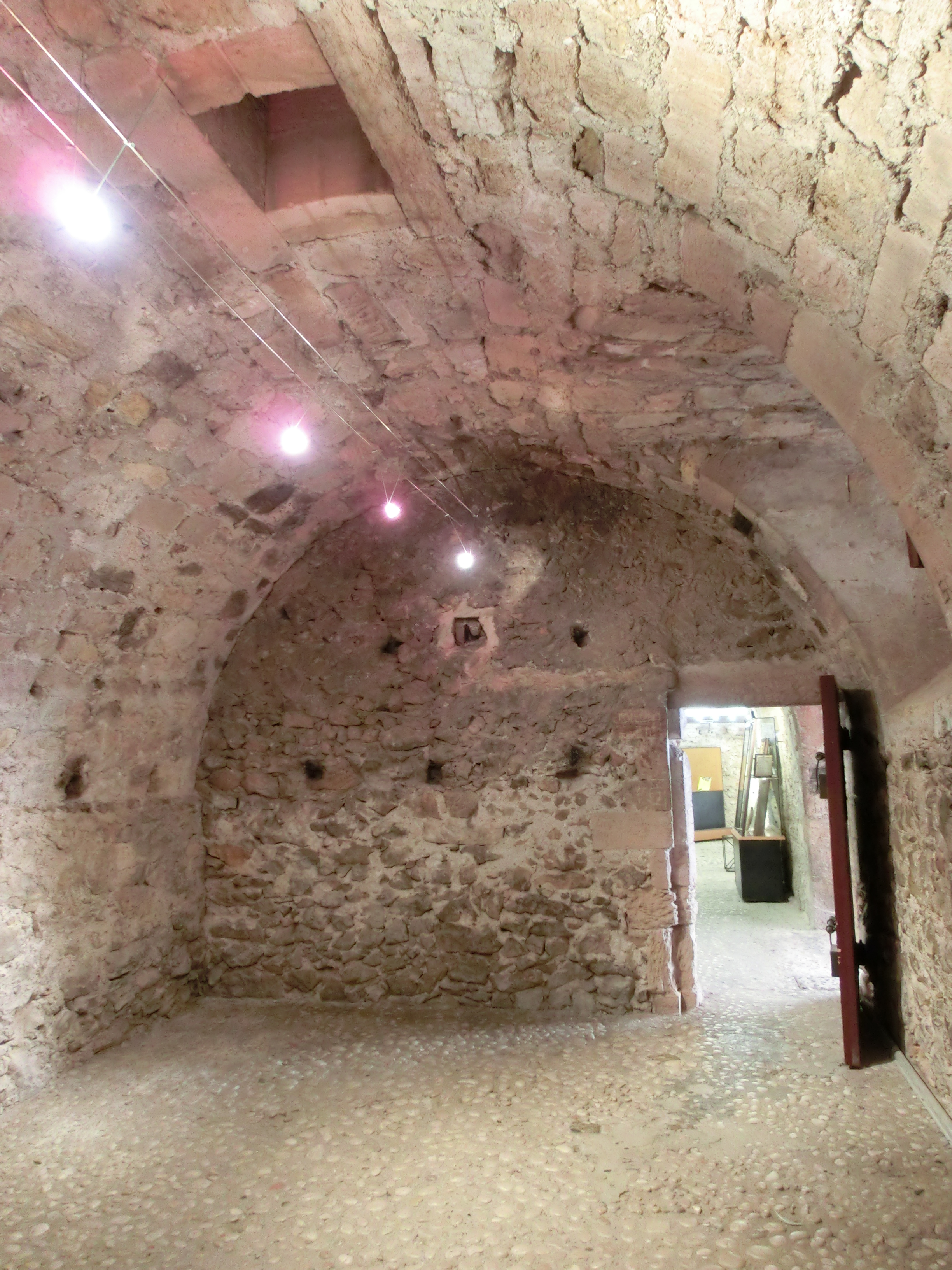
«Камера Эдмона Дантеса» в Замке Иф

В 1844—1845 годах известный французский писатель Александр Дюма написал роман «Граф Монте-Кристо», где было описано многолетнее заточение главного героя Эдмона Дантеса в Замке Иф. Роман стал одним из самых популярных во французской литературе, поэтому с момента открытия замка Иф для посетителей в 1890 году он никогда не испытывал недостатка в туристах. В замке располагается экспозиция материалов, иллюстрирующих всемирную популярность романа «Граф Монте-Кристо», его многочисленные экранизации и использование имени «Монте-Кристо» в наименованиях географических мест, предприятий и товаров.
На первом этаже замка для обозрения туристов открыта «камера Эдмона Дантеса», узником которой по задумке Александра Дюма был Эдмон Дантес. Камера Дантеса соединена лазом с полуподвальным помещением без окон, которое, согласно содержанию романа, служило камерой аббата Фариа. В камере установлен телевизор, на экране которого показывают сцену встречи Дантеса и Фариа из различных фильмов, снятых по роману. На втором этаже замка также представлена камера, в которой находился таинственный узник Железная маска. «Популярность замка Иф исключительно высока благодаря двум узникам: Железной Маске, который там никогда не был, и Эдмону Дантесу, который никогда не существовал», — иронизирует французский историк Ален Деко.
Сегодня замок Иф — одна из «визитных карточек» Марселя. Множество гостей города стремятся посетить замок. В замке проводятся экскурсии по камерам, продаются сувениры, а на открытой площадке расположено кафе с видом на Марсель.